# Gli zitelloni
Gli zitelloni è un film del 1958 diretto da Giorgio Bianchi.

## Trama
Marcello è fidanzato con Gina, figlia della pensionante presso la quale vive, ma è indeciso se sposarla oppure no. Il professore tenta continuamente di dissuaderlo, illustrandogli i vari casi di donne che dopo il matrimonio si sono trasformate, insieme alle suocere, in terribili aguzzine. Un sogno particolarmente realistico aiuta però Marcello a chiarirsi le idee, insieme alla scoperta che il professore è perdutamente innamorato di una ragazza che però si rifiuta di sposarlo.